# Дамитов, Базар Кабдошевич
Базар Кабдошевич Дамитов (каз. Базар Қабдошұлы Дамитов; 17 марта 1944, село Коктерек, Катон-Карагайский район, Восточно-Казахстанская область, КазССР, СССР) — советский и казахский учёный в области физики, педагог и организатор высшего образования. Член Межгосударственного совета по образованию стран СНГ, Международной комиссии по эквивалентности документов об образовании ЮНЕСКО. Заслуженный деятель Казахстана (2007).

## Биография
Родился 17 марта 1944 года в селе Коктерек Большенарымского района Восточно-Казахстанской области в семье сельских учителей.
Отец — Дамитов Кабдош Дамитович, один из первых кандидатов философских наук в Казахстане. Отличник народного просвещения КазССР и СССР.
Мать Магыш — учитель начальных классов, отличник народного просвещения КазССР.
В 1967 году окончил Московский инженерно-физический институт, в 1971 году аспирантуру Института энергетики ATOM им. И. Курчатова.

## Научная и трудовая деятельность
С 1972 по 1973 год — младший, старший научный сотрудник Казахского научно-исследовательского института онкологии и радиологии;
С 1973 по 1983 год — заведующий кафедрой, декан, проректор Талдыкорганского педагогического института (г. Талдыкорган);
С 1983 по 1986 год — начальник отдела Министерства просвещения КазССР;
С 1986 по 1991 год — ректор Жамбылского педагогического института;
С 1991 по 1992 год — заведующий отделом народного образования, туризма, спорта и молодежи Аппарата Президента и Кабинета министров РК;
С 1992 по 1994 год — первый заместитель заведующего отделом внутренней политики Аппарата Президента и Кабинета министров РК;
С 1994 по 1995 год — первый заместитель заведующего отделом социальной сферы Управления делами Кабинета министров РК;
С 1995 по 1997 год — начальник главного управления высшего и среднего специального образования Министерства образования РК;
С 1997 по 1999 год — заместитель председателя Комитета образования Министерства образования, культуры и здравоохранения РК;
С 1999 по 2000 год — директор департамента высшего образования Министерства науки и высшего образования Республики Казахстан, вице-министр науки и высшего образования Республики Казахстан;
С 2000 по 2002 год — ректор Западно-Казахстанского государственного университета;
С 2002 по 2005 год — генеральный директор учебно-оздоровительного центра «Бөбек»; Под его руководством была разработана Концепция
дальнейшего развития нового образовательного проекта нравственно-духовного образования «Самопознание», автором которого является Первая Леди Республики Казахстан С. А. Назарбаева, подготовлен и принят Министерством образования и науки РК научно-образовательный проект «Инновационные подходы к гармоничному развитию человека в системе образования Республики Казахстан». Коллективом центра «Бөбек» было разработано и издано 61 наименование учебной и методической литературы по курсу «Самопознание» для всех уровней организации образования страны.
С 2005 по 2009 год — директор Национального центра оценки качества образования Министерства образования и науки РК;
С 2009 года — директор института оценки качества образования и повышения квалификации.

## Награды и звания
- Нагрудный знак «Отличник народного просвещения Казахской ССР»;
- Почётная Грамота Министерства просвещения Казахской ССР и СССР;
- Почётный знак «За отличные успехи в области высшего образования СССР»;
- Нагрудный знак МОН РК «Почётный работник образования Республики Казахстан»;
- Нагрудный знак МОН РК «За заслуги в развитии науки Республики Казахстан»;
- Медаль имени «Ыбырай Алтынсарин» от МОН РК — за особые заслуги в области просвещения и педагогической науки.;
- Орден имени Ахмета Байтурсынова — за научно-педагогические заслуги, многолетнюю плодотворную организаторскую и воспитательную работу. (2014);[2]
- Правительственные награды, в том числе:
  - Медаль «10 лет независимости Республики Казахстан» (2001);
  - Орден «Курмет» (Указом президента РК 12 декабря 2002 года);[3]
  - Медаль «10 лет Конституции Республики Казахстан» (2005);
  - Почётное звание «Қазақстанның еңбек сіңірген қайраткері» (Заслуженный деятель Казахстана) Указом президента РК от 7 декабря 2007 года;
  - Медаль «10 лет Астане» (2008);
  - Медаль «20 лет независимости Республики Казахстан» (2011) и др.

## Научные труды, публикации
Кандидат физико-математических наук (1971), тема кандидатской диссертации: «Исследование факторов, влияющих на энергетическое разрешение сцинтиблоков с крупными кристаллами йодистого натрия»;
Автор более 100 научных работ, в том числе и такие монографии и учебные пособия как: «Физические задачи и методы их решения», «Методика обучения решению физических задач», «Модели формирования студенческого контингента», «Физические задачи с избыточными данными» и др.
Книги: «Работа куратора учебной группы в педагогическом институте» (1983, всоавт.), «Физические задачи и методы их решения» (1987, в соавт.), «Новая модель формирования студенческого контингента» (2000, в соавт.), «Методика обучения решению физических задач» (2002). Соавтор Национальных докладов о состоянии развитии образования в Республике Казахстан 2005—2010 гг.